# Flughafen Helsinki-Vantaa

i7
i11
i13
Der Flughafen Helsinki-Vantaa (IATA-Code: HEL, ICAO-Code: EFHK) ist der größte Verkehrsflughafen Finnlands. Er liegt rund 17 Kilometer nördlich des Zentrums der Hauptstadt Helsinki in der Stadt Vantaa.
Der Flughafen wurde 1951 für die Olympischen Sommerspiele fertiggestellt und löste den zu klein werdenden Flughafen Helsinki-Malmi ab. Er bediente im Jahr 2021 über 4,2 Millionen Passagiere. Der von der Gesellschaft Finavia verwaltete Flughafen hat zwei Terminals und drei Start- und Landebahnen. Er dient als Heimatflughafen und Drehkreuz der Finnair.

## Verkehrsanbindung

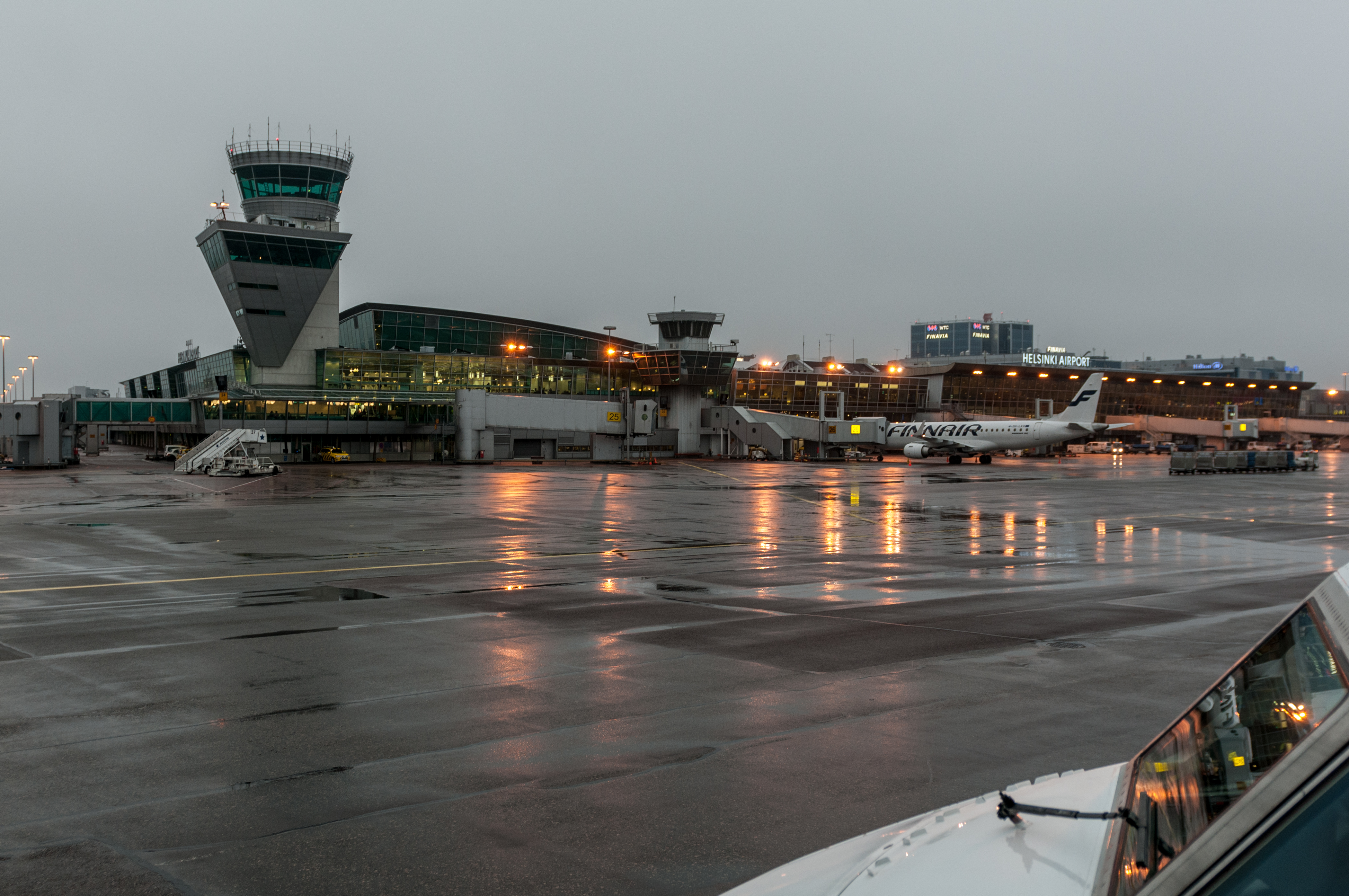
Flughafen-Hauptgebäude Mittwinter mittags

Seit Ende 2015 ist der Flughafen über die neu erbaute Ringbahn an den Schienennahverkehr in der Region Helsinki angeschlossen. Je nach Fahrtrichtung beträgt die Fahrtzeit zwischen dem Flughafen und dem Hauptbahnhof Helsinki 27 bzw. 32 Minuten. Der nächste Fernbahnhof befindet sich in Tikkurila (drei Stationen bzw. acht Minuten vom Flughafen).
Auch mit Bussen des regionalen Verkehrsverbunds HSL ist der Flughafen zu erreichen, insbesondere über die Buslinie 615 vom Zentrum Helsinkis. Finnair unterhielt einen direkten Shuttlebus ins Zentrum von Helsinki. Der Dienst wurde am 23. März 2020 aufgrund der damaligen Corona-Situation und rückläufiger Fahrgastzahlen eingestellt. Die Überlandbusse aus allen größeren finnischen Städten haben eine direkte Anbindung an den Flughafen.
Der Flughafen Helsinki-Vantaa befindet sich zwischen zwei Staatsstraßen: die nordwestlich verlaufende 3 führt in Richtung Tampere, die nordöstliche Staatsstraße 4 in Richtung Lahti. Über die südlich des Flughafens verlaufende Ringstraße III (finnisch: Kehä III, schwedisch: Ring III) sind beide Autobahnen miteinander und damit auch mit dem Flughafen erreichbar. Die Ringautobahn trägt die Nummer 50 (finnisch: Kantatie 50, schwedigsch: Stamväg 50) und ist Teil der Europastraße 18. Von dieser Ringstraße zweigt ein Autobahnkreuz in nördliche Richtung zum Flughafen ab.

## Flughafenanlagen

### Start- und Landebahnen
Der Flughafen hat drei Startbahnen:

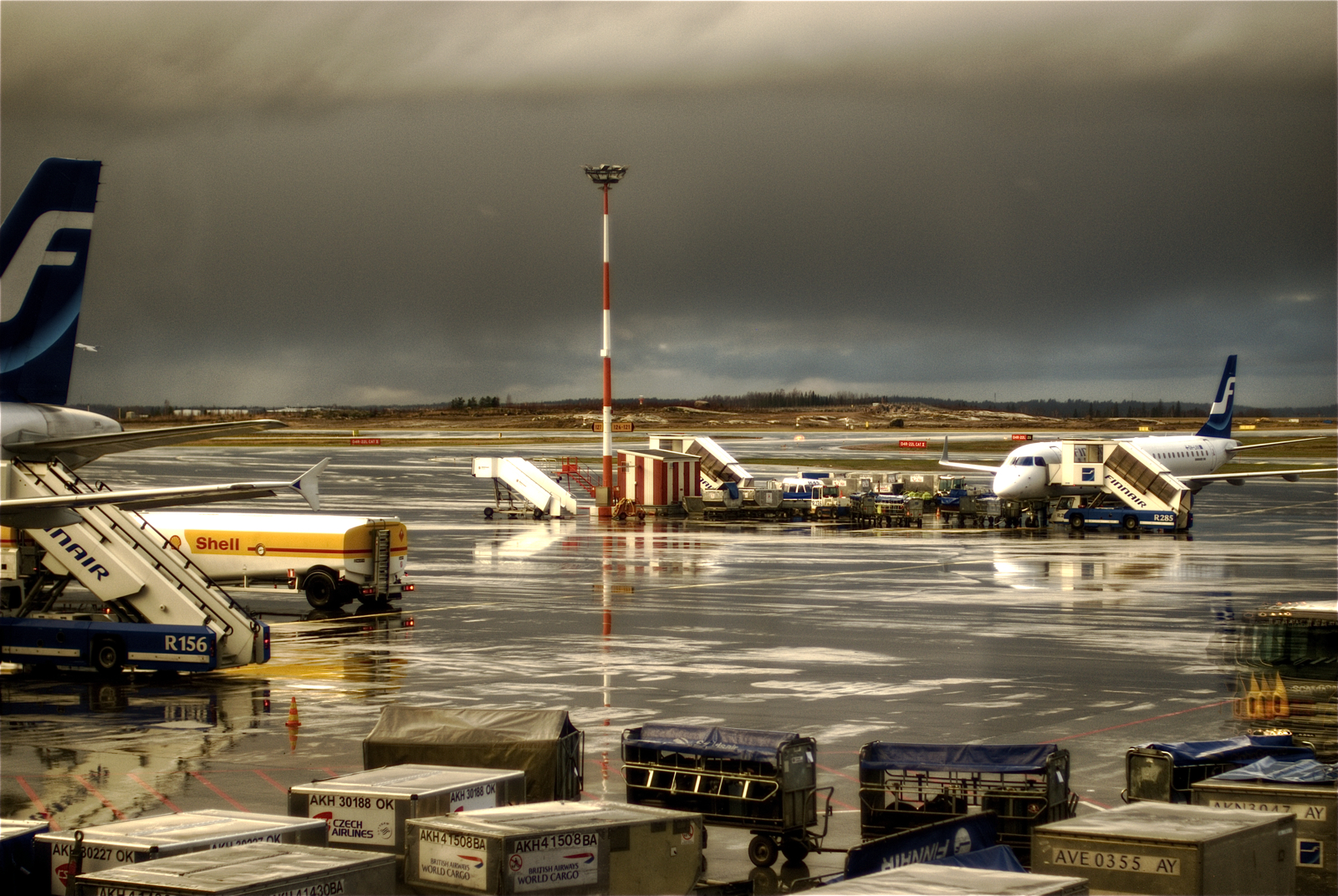
Flugzeugabfertigung am Flughafen Helsinki-Vantaa

- 04R/22L (Startbahn 1, 3440 m × 60 m), die Hauptstartbahn, wurde im Sommer 2005 generalüberholt und modernisiert.
- 15/33 (Startbahn 2, 2901 m × 60 m), die Quer- oder Nebenstartbahn, wurde im Sommer 2004 grundlegend renoviert.
- 04L/22R (Startbahn 3, 3060 m × 60 m), die neue Parallelbahn zur Hauptstartbahn, wurde am 28. November 2002 in Betrieb genommen.

### Terminals
Im August 2009 wurde die bis dahin bestehende Trennung zwischen einem internationalen Terminal und einem Inlands-Terminal aufgehoben. Nunmehr werden die neutralen Bezeichnungen Terminal 1 und Terminal 2 benutzt. Beide Terminals liegen rund 250 m voneinander entfernt und sind über einen Gang miteinander verbunden. Flüge starten und landen seitdem unabhängig vom Flugziel an beiden Terminals. Die Zuordnung zu den als Terminal 1 und Terminal 2 bezeichneten Hallen ist von der durchführenden Fluggesellschaft des jeweiligen Fluges abhängig. Für Reisende steht ein kostenloses WLAN zur Verfügung.
Um die wachsenden Passagierzahlen zu bewältigen, hat der Betreiber Finavia den Flughafen seit 2016 ausgebaut. Die Terminalbereiche wurden um 45 % erweitert und die Kapazität für die Gepäckabfertigung um 50 % vergrößert. Zudem gab es umfangreiche Modernisierungen innerhalb der Terminals, der Service- und Sicherheitseinrichtungen, eine Erweiterung der Gewerbe- und Parkflächen und ein verbesserter Anschluss an die öffentlichen Verkehrsmittel. Die Bauarbeiten wurden 2023 (geplant 2020) abgeschlossen. Der Flughafen hat nun eine jährliche Kapazität von bis zu 30 Millionen Passagiere.

## Fluggesellschaften und Ziele
Helsinki-Vantaa wird von mehreren Fluggesellschaften mit nationalen, zahlreichen europäischen und auch einigen interkontinentalen Zielen verbunden. Größte Gesellschaft vor Ort ist die hier beheimatete Finnair. Aus dem deutschsprachigen Raum wird Helsinki derzeit aus Berlin, Düsseldorf, Frankfurt, Genf, Hamburg, München, Wien und Zürich angeflogen.

## Verkehrszahlen
| Jahr | Fluggastaufkommen | Fluggastaufkommen | Fluggastaufkommen | Luftfracht (Tonnen) (mit Luftpost) |
| Jahr | National          | International     | Gesamt            | Luftfracht (Tonnen) (mit Luftpost) |
| ---- | ----------------- | ----------------- | ----------------- | ---------------------------------- |
| 2024 | 1.855.143         | 14.453.673        | 16.308.816        | 182.348                            |
| 2023 | 1.782.914         | 13.530.009        | 15.312.923        | 172.577                            |
| 2022 | 1.691.005         | 11.191.856        | 12.882.861        | 171.198                            |
| 2021 | 0.855.924         | 03.405.611        | 04.261.535        | 176.441                            |
| 2020 | 0.998.524         | 04.054.682        | 05.053.206        |                                    |
| 2019 | 2.929.779         | 18.931.303        | 21.861.082        |                                    |
| 2018 | 2.955.100         | 17.893.649        | 20.848.749        |                                    |
| 2017 | 2.731.454         | 16.160.932        | 18.892.386        | 194.273                            |
| 2016 | 2.679.885         | 14.504.542        | 17.184.427        | 182.201                            |
| 2015 | 2.591.724         | 13.830.542        | 16.422.266        | –                                  |
| 2014 | 2.507.123         | 13.441.715        | 15.948.838        | –                                  |
| 2013 | 2.431.632         | 12.847.362        | 15.278.994        | –                                  |
| 2012 | 2.693.151         | 12.164.938        | 14.858.089        | –                                  |
| 2011 | 2.707.044         | 12.159.027        | 14.866.071        | –                                  |
| 2010 | 2.207.638         | 10.664.984        | 12.872.622        | –                                  |
| 2009 | 2.372.885         | 10.238.302        | 12.611.187        | –                                  |
| 2008 | 2.700.369         | 10.744.071        | 13.444.440        | –                                  |
| 2007 | 2.875.296         | 10.266.326        | 13.141.622        | –                                  |
| 2006 | 2.927.627         | 09.220.154        | 12.147.781        | –                                  |
| 2005 | 2.804.304         | 08.328.891        | 11.133.195        | –                                  |
| 2004 | 2.836.852         | 07.893.094        | 10.729.946        | –                                  |
| 2003 | 2.684.618         | 07.026.302        | 09.710.920        | –                                  |
| 2002 | 2.747.862         | 06.862.025        | 09.609.887        | –                                  |
| 2001 | 2.999.672         | 07.031.246        | 10.030.918        | –                                  |
| 2000 | 3.042.931         | 06.967.023        | 10.009.954        | –                                  |
| 1999 | 2.803.127         | 06.763.561        | 09.566.688        | –                                  |
| 1998 | 2.900.145         | 06.455.035        | 09.355.180        | –                                  |